# Spurgia gagnei
Spurgia gagnei är en tvåvingeart som beskrevs av Fedotova 1994. Spurgia gagnei ingår i släktet Spurgia och familjen gallmyggor.
Artens utbredningsområde är Kazakstan. Inga underarter finns listade i Catalogue of Life.